# Soshangane
Soshangane c. 1790- 1858 ou 1859, est le fondateur et premier roi du royaume de Gaza lequel, à son apogée, s'étend du Limpopo, dans le sud du Mozambique actuel, jusqu'au Zambèze au nord,. Soshangane gouverne le Gaza depuis son instauration entre les années 1820 à 1830, jusqu'à sa mort, vers 1858.

## Biographie
Soshangane, naît vers 1780 ou 1790 dans ce qui est de nos jours la province du KwaZulu-Natal, en Afrique du Sud. Il devient général du roi Ndwandwe Zwide ; ce dernier est défait par les Zoulous à la bataille de la Mhlatuze, en 1820. Soshangane, général de l'armée défaite, menacé par les Zoulous et les Swazi, fuit et part établir, avec ses partisans et les restes de son armée, un royaume dans la région de la baie de Maputo (à l'époque baie de Delagoa) en actuel Mozambique. Il est rejoint en 1826 par d'autres groupes nguni, composés de Ndwandwe en déroute.
Il décède en 1858 ou 1859 et ses fils, Mawewe et Mzila, se livrent à une guerre acharnée pour sa succession.